# Chiesa di San Rocco (La Canea)
La chiesa di San Rocco (in greco: Άγιος Ρόκκος Χανιά) è un luogo di culto cattolico di La Canea, in Grecia.

## Storia
La chiesa di Agios Rokkos venne costruita nel 1630, dalla famiglia veneziana Paolini, dopo l'epidemia di peste che aveva colpito La Canea, e il luogo di culto fu dedicato al santo protettore contro il morbo.
Durante l'occupazione ottomana dell'isola di Creta, la chiesa venne utilizzata come avamposto militare e i turchi non demolirono questo tempio perché a conoscenza della devozione verso questo santo, protettore dalle epidemie. Fino al 1925 era la stazione principale della gendarmeria della città.

## Descrizione
La chiesa di Agios Rokkos, mantenuta in buona condizione, ha una pianta quadrata con frontone triangolare. Sotto il cornicione, sul lato sud, si trova l'iscrizione in latino «DEO O (PTIMO) .M. (AXIMO) ET D (IVO). ROCCO DICATVM. MDCXXX.» tradotto «All'Eccellente e Più Grande Dio e a San Rocco 1630».
Il luogo di culto rimane uno degli importanti monumenti veneziani di La Canea.